# Pavel Negru
Pavel Negru (* 12. července 1973) je bývalý český fotbalový záložník.

## Hráčská kariéra
V nejvyšší soutěži ČR nastoupil v 5 utkáních za FC Slovan Liberec, vstřelil jednu prvoligovou branku. Hrál také ČFL za FC Turnov. Později byl v Liberci kustodem.

### Ligová bilance
| Ročník                             | Zápasy | Góly | Minuty | Klub              |
| ---------------------------------- | ------ | ---- | ------ | ----------------- |
| ČFL 1997/98                        | –      | 7    | –      | FC Turnov         |
| I. liga 1998/99                    | 3      | 1    | 172    | FC Slovan Liberec |
| I. liga 1999/00                    | 2      | 0    | 23     | FC Slovan Liberec |
| CELKEM I. LIGA (1998–1999)         | 5      | 1    | 195    |                   |
| CELKEM III. LIGA – ČFL (1997–1998) | –      | 7    | –      |                   |